# Balthasar von Bendeleben
Balthasar von Bendeleben, zeitgenössisch auch Baltzer von Bendeleben (gest. vor 1574), war ein Vasall der Grafen von Schwarzburg und schloss sich als Adliger Anfang Mai 1525 dem christlichen Bund von Thomas Müntzer im deutschen Bauernkrieg an.

## Leben
Balthasar stammt aus einer alteingesessenen Adelsfamilie und war Besitzer des in der Grafschaft Schwarzburg gelegenen Rittergutes Ichstedt. Auf Vermittlung seines Lehnsherrn Graf Günther XL. von Schwarzburg-Blankenburg schloss er sich gemeinsam mit anderen adligen Vasallen den aufständischen Bauern um Thomas Müntzer an. Letzterer bestätigte am 4. Mai 1525 vor Duderstadt schriftlich dem Schwarzburger Grafen die Aufnahme Bendelebens in den christlichen Bund.
Balthasar hinterließ als Lehnserben des Ritterguts Ichstedt die beiden Söhne Valentin (verheiratet mit einer Bufs aus Liebenau) und Curt von Bendeleben.